# Благодійний фонд «Корона князів Острозьких»

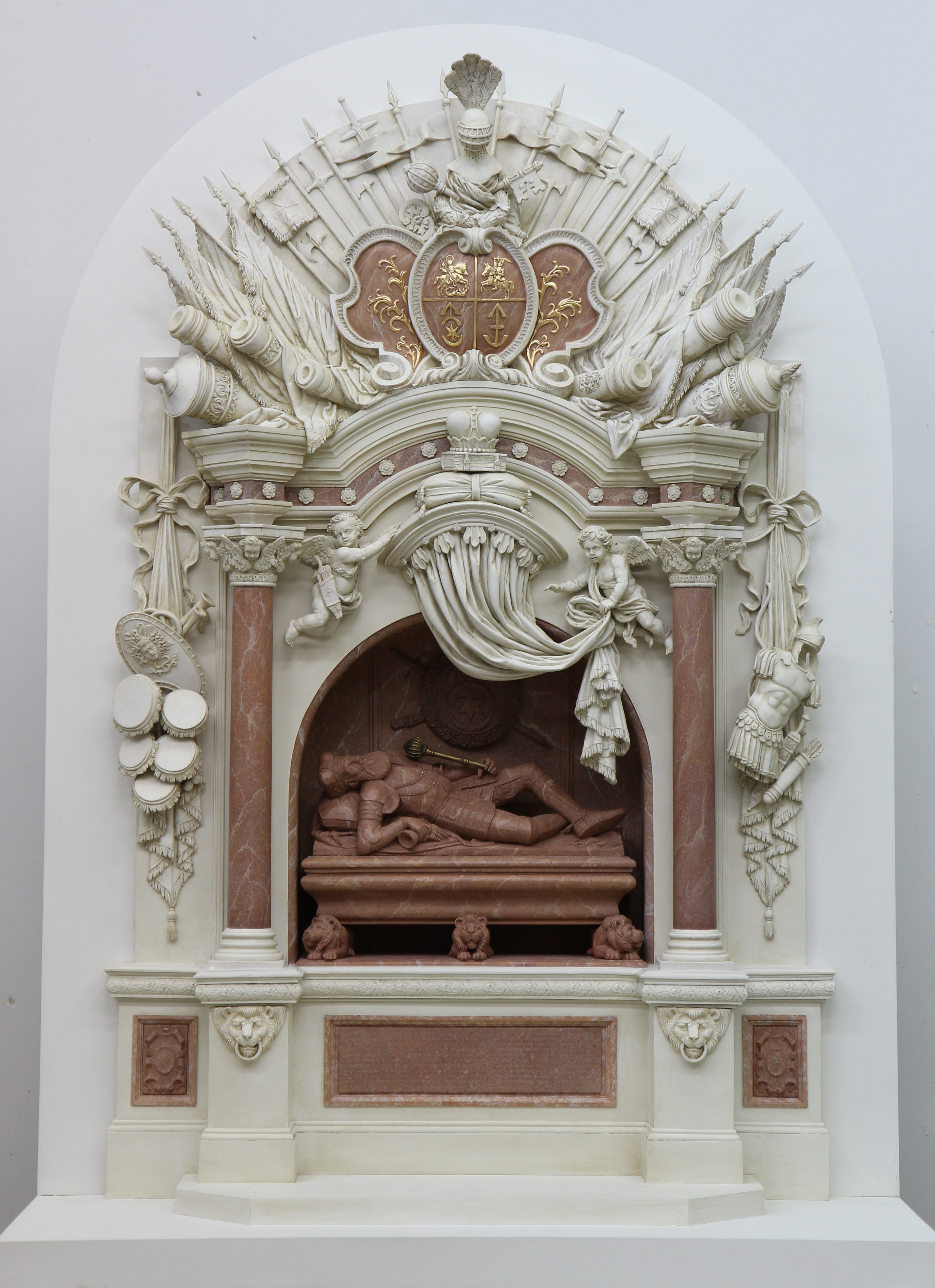
Макет надгробного пам'ятника князю Костянтину Острозькому

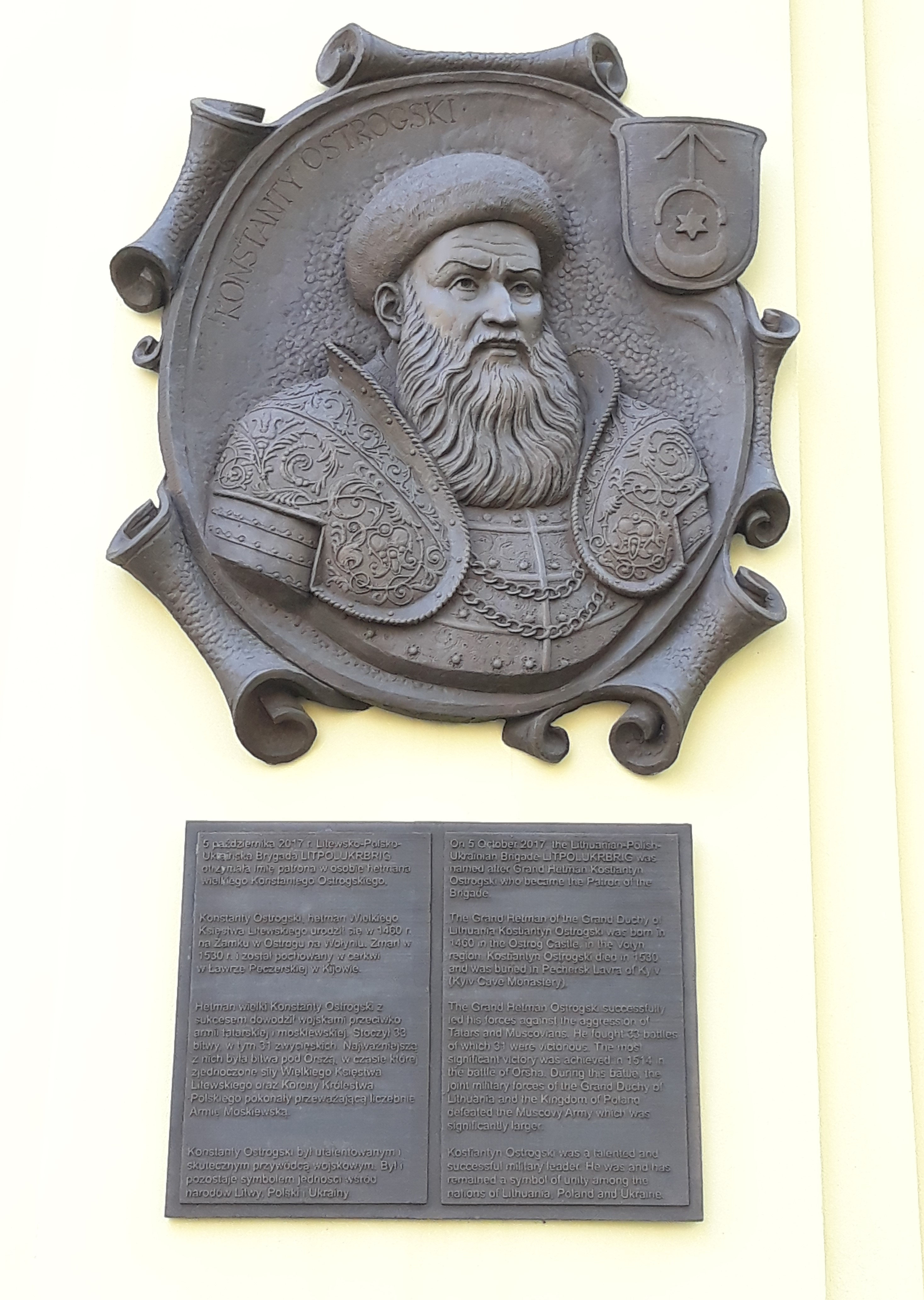
Меморіальна дошка князю Костянтину Острозькому на штабі LITPOLUKRBRIG, Люблін

Благодійний фонд «Корона Князів Острозьких» — це організація, цілями якої є надання допомоги для сприяння інтересам бенефіціарів у сферах благодійної діяльності, а також розвиток і підтримка цих сфер у суспільних інтересах. Першочерговою задачею фонду є відтворення надгробного пам'ятника князю Костянтина Острозького в Успенському соборі Національного Києво-Печерського історико-культурного заповідника. Організація зосереджена на проєктах, що сприяють розвитку та охороні спільного культурного спадку України, Литви та Польщі.

## Заснування
30-31 травня 2016 року в Києві відбулось засідання Міжпарламентської Асамблеї Верховної Ради України, Сейму Литовської Республіки та Сенату Республіки Польща, на якому було прийнято декларацію [Архівовано 1 листопада 2018 у Wayback Machine.], в якій наголошено на важливості об'єднання зусиль країн-членів Асамблеї з метою розвитку спільного культурного спадку, зокрема відтворення надгробного пам'ятника князю Костянтина Острозького в Успенському соборі Національного Києво-Печерського історико-культурного заповідника. У зв'язку з цим того ж року громадський діяч, заслужений дорожник України Робертас Габулас за підтримки посольства Литви в Україні створив благодійний фонд «Корона Князів Острозьких» [Архівовано 30 жовтня 2018 у Wayback Machine.].

## Проєкти

### Виконані
Восени 2017 року у Любліні було підписано угоду про співробітництво між фондом та командуванням об'єднаної литовсько-польсько-української військової бригади (LITPOLUKRBRIG). Першим спільним проєктом з ініціативи командира бригади Зенона Бужко та голови фонду Робертаса Габуласа стала меморіальна дошка Костянтину Острозькому [Архівовано 24 жовтня 2018 у Wayback Machine.] у м. Любліні, де розташований штаб бригади. Згодом було виготовлено копії дошки для Вільнюса та Києва.
У рамках 100-річчя відновлення литовської незалежності фонд залучився до організації культурних заходів, приурочених до цієї події. У співпраці з фондом «Вітіс» для міста Каунас було виконано проєкт «Витязь Свободи» — монумент борцям за свободу Литви, що апелює до державного герба Литви «Погоня». Проєкт спільно розробили та виконали О. Сидорук, Б. Крилов та А. Сакалаускас.
За сприяння фонду «Корона князів Острозьких» 19 вересня 2019 року відкрили меморіальну дошку на фасаді штабу 30 ОМБр князю Костянтину Івановичу Острозькому, який є покровителем бригади.

### В процесі
З 2016 року фонд займається реалізацією проєкту «Відтворення надгробного пам'ятника князю Костянтину Острозькому в Успенському соборі Національного Києво-Печерського історико-культурного заповідника», що є пріоритетним завданням організації. Робота розпочалась за сприяння посольства Литви в Україні, зокрема послів Пятраса Вайтєкунаса та Марюса Януконіса. Для втілення проєкту в життя було сформовано міжнародний колектив скульпторів: Олесь Сидорук, Борис Крилов та Арунас Сакалаускас, які з того часу активно залучені до життя фонду.
У рамках святкування 100-річчя відновлення незалежності Литви фонд разом з вищеназваним творчим колективом реалізовують пам'ятник Вильгельмасу Сторостасу (Відунасу) [Архівовано 2 жовтня 2018 у Wayback Machine.], філософу і видатному культурному діячу. Проєкт втілюється у співпраці з фондом «Vydūnas».

Відунас

Спільно з фондом «Вітіс» фонд «Корона князів Острозьких» займається розробкою пам'ятника Сигізмунду II Августу для міста Пасваліс.